# Snowa w SSSR
Snowa w SSSR (russisch: Снова в СССР, englisch: Back in the USSR), auch bekannt als The Russian Album, ist ein am 31. Oktober 1988 ursprünglich nur in der Sowjetunion erschienenes Musikalbum des britischen Musikers Paul McCartney, das ausschließlich aus Rock-’n’-Roll-Klassikern besteht. Gleichzeitig ist es einschließlich der Wings-Alben, der Livealben und Kompilationsalben das 22. Album von Paul McCartney nach der Trennung der Beatles. Es wurde am 30. September 1991 in Großbritannien und am 29. Oktober 1991 in den USA veröffentlicht.

## Entstehung
Nachdem sein letztes Soloalbum Press to Play ein kommerzieller Misserfolg wurde, widmete sich McCartney verschiedenen Musikprojekten, so entschied sich McCartney, zu seinen musikalischen Wurzeln zurückzukehren und seine Lieblingslieder aufzunehmen. Die Auswahl der Lieder war eine Sammlung von Coverversionen, darunter mehrere aus den frühen Jahren des Rock ’n’ Roll, diese stammen aus den 1940er bis 1960er Jahren, dazu Midnight Special, ein traditionelles Volkslied aus dem frühen 20. Jahrhundert.

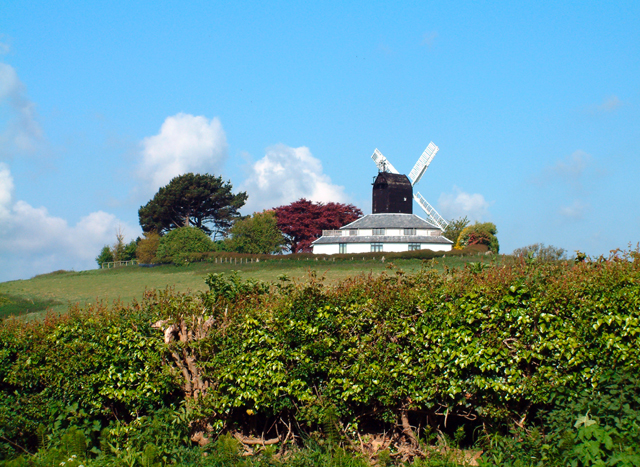
Hogg Hill Mill-Studio

Im Jahr 1987 hielt Paul McCartney eine Reihe von Freitagabend-Rock-'n'-Roll-Jam-Sessions in einem Studio im Londoner East End ab. Zu den verschiedenen teilnehmenden Musikern gehörten Johnny Marr, Trevor Horn, Terry Williams und Elvis Costello sowie mehrere Studiomusiker. Daraufhin beschloss McCartney, einige der Songs in seinem Studio in Hogg Hill Mill in East Sussex aufzunehmen. Aus zwei Session, am 20. und 21. Juli 1987, entstand das Album Snowa w SSSR mit Coverversionen von 15 Rock-’n’-Roll-Stücken sowie einer Eigenkomposition. Der Großteil der Aufnahmen entstand am 20. Juli 1987 mit Paul McCartney (Gesang und Bass), Mick Green (E-Gitarre), Mick Gallagher (Klavier) und Chris Whitten (Schlagzeug). Weitere Lieder wurden am folgenden Tag aufgenommen, wobei McCartney vom Bass zur Gitarre wechselte. Begleitet wurde er wieder von Gallagher am Klavier, Nick Garvey am Bass und Henry Spinetti am Schlagzeug. Am 22. Juli erfolgte die Abmischung der Lieder. Paul McCartney ließ für seine Familie und Freunde 50 Langspielplatten pressen, die er zur Weihnachtszeit im Jahr 1987 verschenkte. Vier dieser Lieder (Midnight Special, Don’t Get Around Much Anymore, Lawdy Miss Clawdy und Kansas City) wurden als B-Seiten-Titel für zwei Maxisingles von Once Upon a Long Ago verwendet, die im November 1987 erschienen.
Im Jahr 1988 beschlossen Paul McCartney und sein damaliger Manager Richard Ogden, das Album exklusiv in der Sowjetunion erscheinen zu lassen. Снова в СССР sollte ein Geschenk an McCartneys russische Fans sein, die im Jahr 1988 schwer seine sonstigen Veröffentlichungen erwerben konnten. McCartney bat Ogden, sich mit dem einzigen Plattenlabel der Sowjetunion, Melodiya, in Verbindung zu setzen, um zu sehen, ob das Album dort ordnungsgemäß veröffentlicht werden könnte.
Der Albumtitel Снова в СССР ist die Übersetzung des von McCartney geschriebenen Beatles-Songs Back in the USSR, das 1968 auf dem sogenannten Weißen Album veröffentlicht wurde. Sowohl die kyrillische als auch die lateinische Schreibweise des Albumtitels sind oft anzutreffen. Der Titel entspricht der deutschen Transkription Snowa w SSSR.
Melodiya erhielt die Erlaubnis, 400.000 Exemplare von Снова в СССР zu pressen. Die Erstauflage hatte ein gelbes Rückseitencover und rote Melodiya-Label sowie einen Hüllentext von Andre Gavrilov. Obwohl aus den Aufnahmesessions 16 Lieder hervorgingen, enthielten die ersten 50.000 hergestellten und am 31. Oktober 1988 veröffentlichten Exemplare lediglich elf Lieder.
| Seite 1 1. Kansas City 2. Twenty Flight Rock 3. Lawdy Miss Clawdy 4. Bring It on Home to Me 5. Lucille 6. Don’t Get Around Much Anymore | Seite 2 1. That’s All Right Mama 2. Ain’t That a Shame 3. Crackin’ Up 4. Just Because 5. Midnight Special |

Als im Dezember 1988 eine neue Pressung mit 350.000 Exemplaren des Albums in der Sowjetunion erschien, fügte man die Lieder I’m Gonna Be a Wheel Someday und Summertime hinzu sowie einen Rückseitencovertext von Roy Carr. Die zweite Auflage hatte weiße Melodiya-Labels und ein MPL-Logo (McCartney Production Limited) sowie ein weißes Rückseitencover. Die Zweitausgabe des Albums hatte nun folgende Reihenfolge der Lieder:
| Seite 1 1. Kansas City 2. Twenty Flight Rock 3. Lawdy Miss Clawdy 4. Bring It on Home to Me 5. Lucille 6. Don’t Get Around Much Anymore 7. I’m Gonna Be a Wheel Some Day | Seite 2 1. That’s All Right Mama 2. Summertime 3. Ain’t That a Shame 4. Crackin’ Up 5. Just Because 6. Midnight Special |

MPL importierte Alben, die über den offiziellen McCartney-Fanclub, den einzigen offiziellen Verkaufskanal im Westen, verkauft wurden. Am 26. Januar 1989 gab Paul McCartney für den BBC Russian Service ein Interview, um sein Album in der Sowjetunion zu bewerben. Im September/Oktober 1991 wurde das Album weltweit als CD veröffentlicht und es kam I’m in Love Again hinzu, das im Juli 1989 als B-Seite der McCartney-Single This One veröffentlicht worden war, und das Album beinhaltete fortan 14 Stücke. Zwei weitere Lieder dieser Aufnahmesession wurden anderweitig veröffentlicht: I Wanna Cry als eine weitere B-Seite von This One und It’s Now or Never auf der vom New Musical Express im Februar 1991 herausgegebenen CD The Last Temptation of Elvis.
Die CD-Veröffentlichung war kommerziell nicht erfolgreich. Einer der möglichen Gründe ist, dass potentielle Käufer die aus der Sowjetunion importieren Vinyl-Langspielplatten oder Bootlegs erworben hatten.

## Covergestaltung

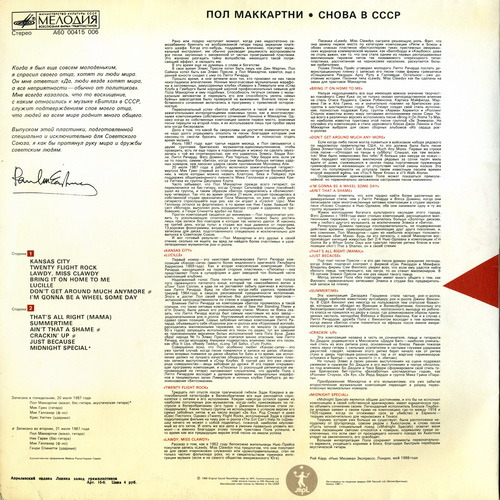
Rückseite des Covers von Снова в СССР (zweite Auflage)

Das Albumcover wurde von McCartneys Ehefrau Linda gestaltet und zeigt Paul mit einem roten Stern. Das Foto entstand während der Aufnahmen zum Album Ram. Bis auf die frühesten Pressungen von Снова в СССР enthielten die gepressten Langspielplatten eine Hüllentext von Roy Carr sowie eine Erläuterung von McCartney über die Motivation das Album in der Sowjetunion zu veröffentlichen: „Als ich jung war, fragte ich meinen Vater, ob die Menschen Frieden wollten. Er sagte zu mir: ‚Ja, die Menschen wollen überall Frieden – es sind normalerweise Politiker, die Ärger machen.‘ Es schien immer, dass die Art und Weise, wie die Musik der Beatles in der UdSSR bewundert wurde, dazu neigte, seinen Standpunkt zu beweisen, dass Menschen auf der ganzen Welt viel gemeinsam haben. Indem ich diese Platte ausschließlich in der Sowjetunion veröffentliche, strecke ich dem Volk der UdSSR die Hand des Friedens und der Freundschaft aus.“
Der CD liegt ein 16-seitiges bebildertes Begleitheft bei, das Information zum Album und den Liedern enthält.

## Titelliste
1. Kansas City (Leiber/Stoller) – 4:02
2. Twenty Flight Rock (Eddie Cochran, Ned Fairchild) – 3:03
3. Lawdy Miss Clawdy (Lloyd Price) – 3:17
4. I’m in Love Again (Fats Domino, Dave Bartholomew) – 2:58
5. Bring It on Home to Me (Sam Cooke) – 3:14
6. Lucille (Richard Penniman, Albert Collins) – 3:13
7. Don’t Get Around Much Anymore (Duke Ellington, Bob Russell) – 2:51
8. I’m Gonna Be a Wheel Some Day (Fats Domino, Dave Bartholomew, Roy Hayes) – 4:12
9. That’s All Right Mama (Arthur Crudup) – 3:47
10. Summertime (George Gershwin) – 4:57
11. Ain’t That a Shame (Fats Domino, Dave Bartholomew) – 3:43
12. Crackin’ Up (Ellas McDaniel) – 3:55
13. Just Because (Bob Shelton, Joe Shelton, Sydney Robin) – 3:34
14. Midnight Special (Traditional) – 3:59

## Informationen zu einzelnen Liedern
In Quellen wird erwähnt, dass weitere sechs bisher unveröffentlichte Lieder aufgenommen wurden: das Beatles-Stück I Saw Her Standing There, Lonnie Donegans Take This Hammer, Eddie Cochrans Cut Across Shorty, Elvis Presleys Poor Boy, Carl Perkins’ Lend Me Your Comb und No Other Baby von den Vipers, das für das 1999er McCartney-Album Run Devil Run erneut aufgenommen wurde. Im Nachlass des ehemaligen McCartney-Mitarbeiters Trevor Jones fanden sich Fragmente dieser Stücke. Sie sind heute auf verschiedenen inoffiziellen Veröffentlichungen zu finden.
Die Lieder Bring It on Home to Me und Ain’t That a Shame waren auch von John Lennon im Jahr 1975 auf seinem Album Rock ’n’ Roll veröffentlicht worden.

## Single-Auskopplungen
Aus dem Album wurde keine Single ausgekoppelt.
In Spanien wurden Ende 1988 fünf 7″-Vinyl-Promosingles veröffentlicht: Twenty Flight Rock / Lawdy Miss Clawdy (PRO-2/001) Bring It on Home to Me / Lucille (PRO-2/002), Don't Get Around Much Anymore / That’s All Right Mama (PRO-2/003), Ain’t that a Shame / Crackin’ Up (PRO-2/004) und Just Because / Midnight Special (PRO-2/005).

## Chartplatzierungen
| ChartsChartplatzierungen       | Höchstplatzierung | Wochen |
| ------------------------------ | ----------------- | ------ |
| Vereinigte Staaten (Billboard) | 109 (3 Wo.)       | 3      |
| Vereinigtes Königreich (OCC)   | 63 (1 Wo.)        | 1      |

## Wiederveröffentlichungen
- Im Mai 2007 wurde das Album im Download-Format veröffentlicht.
- Am 12. Juli 2019 wurde das auf 180 Gramm gelbem Vinyl gepresste Album[10] sowie auf 180 Gramm schwarzen Vinyl von Capitol Records veröffentlicht. Dem Album liegt ein Blatt bei auf dem der Begleittext von Roy Carr aus dem Jahr 1988 abgedruckt ist. Auf der Rückseite des Covers wird der Originaltext in kyrillischen Buchstaben abgedruckt. Die CD hat ein aufklappbares Pappcover, dem CD-Album liegt ein Faltblatt bei auf dem der Begleittext von Roy Carr aus dem Jahr 1988 abgedruckt ist. Die Lieder wurden in den Abbey Road Studios von Alex Wharton remastert.[11] Die Wiederveröffentlichung enthält lediglich die elf Lieder der ursprünglichen sowjetischen Erstpressung:

| Seite 1 1. Kansas City 2. Twenty Flight Rock 3. Lawdy Miss Clawdy 4. Bring It on Home to Me 5. Lucille 6. Don’t Get Around Much Anymore | Seite 2 1. That’s All Right Mama 2. Ain’t That a Shame 3. Crackin’ Up 4. Just Because 5. Midnight Special |